# Хуфенская гимназия
Хуфенская гимназия — располагавшаяся в районе Хуфен города Кёнигсберга (с 1945 года —  Калининград) гимназия. После Второй мировой войны в здании находился Калининградский градостроительный колледж, затем здание было передано Балтийскому федеральному университету имени Канта.

## История
В начале XX века городской район Хуфен переживает расцвет и становится местом жительства зажиточных горожан. Рост населения обусловил необходимость открытия в районе гимназии. С 1905 года учебные занятия начинаются в арендованном помещении на Германналлее 8 (нем. Hermann-Allee, ныне —  улица Свободная). В 1911 году для строительства нового здания был найден земельный участок немного восточней зоопарка, на углу Хуфеналлее и Тиргартенштрассе (ныне  — проспект Мира и  улица Зоологическая).  

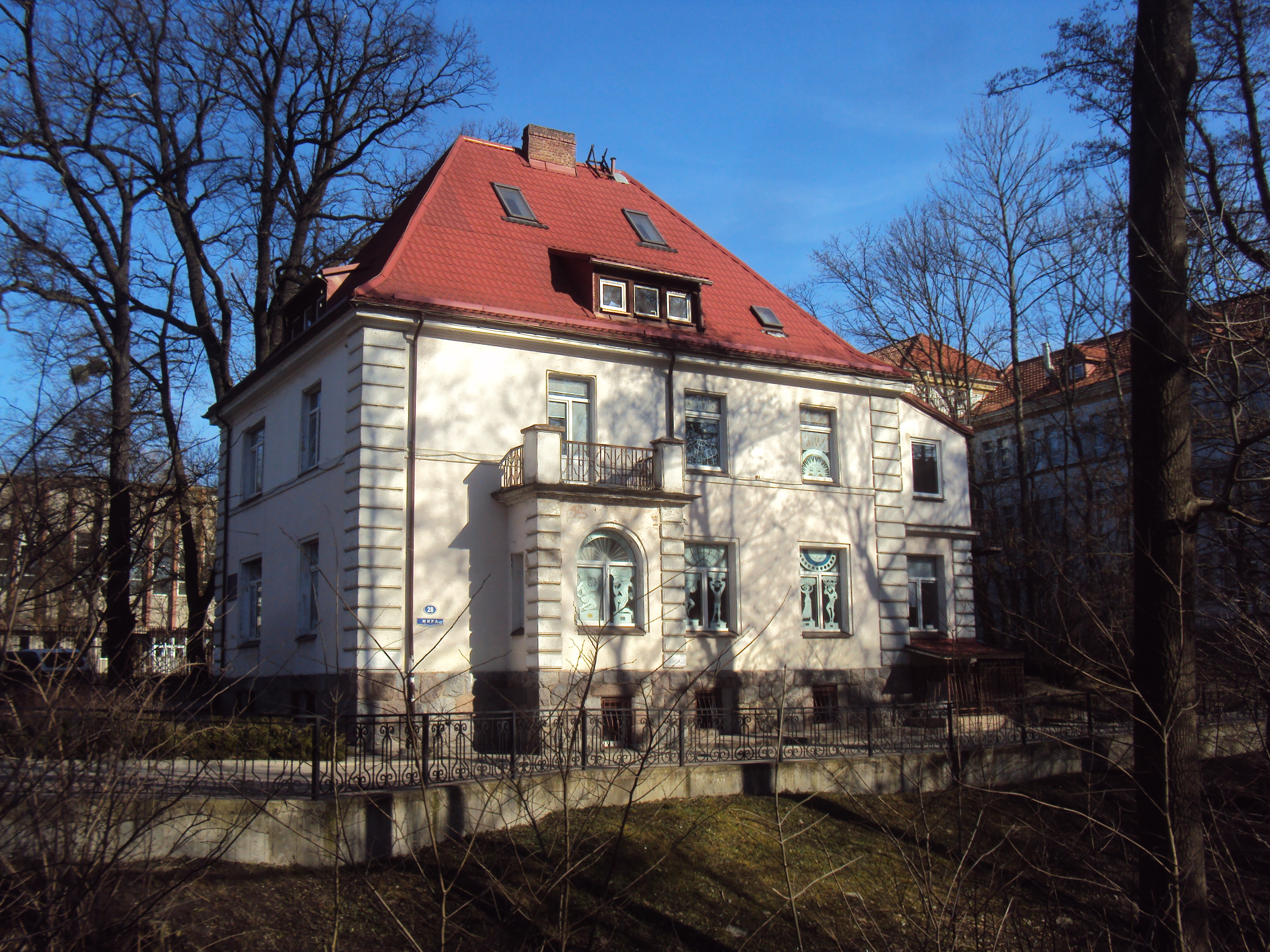
Дом директора гимназии

Гимназия была построена в 1913-1915 годах. Проект был разработан строительным советником Клементом, тайным верховным строительным советником при берлинском министерстве строительных работ Делиусом и архитектором Раутенбергом. Строительными работами руководил мастер Краатц. Первым директором новой Хуфенской гимназии в 1915 году стал Гарри Бреттшнайдер, для него неподалёку от здания гимназии был построен дом.  Стоимость всего комплекса зданий составила более полумиллиона марок.
Во время Второй мировой войны здание гимназии пострадало, уроки были прекращены. В послевоенное время, 19 февраля 1947 года, распоряжением Совета Министров СССР № 1412 в городе был организован коммунально-строительный техникум. В 1958 году восстановленное здание гимназии стало одним из корпусов техникума.
В 1992 году техникум был переименован в Калининградский коммунально-строительный колледж, в 1999 году — в Калининградский государственный колледж градостроительства. Приказом Министерства образования и науки Российской Федерации № 2139 от 15.07.2011 колледж был включен в состав Балтийского федерального университета имени Канта. В бывшем здании гимназии разместился Институт природопользования, территориального развития и градостроительства.

## Описание
Восстановленное в 1958 году здание претерпело некоторые изменения фасада. Изначально здание гимназии было богато отделано, с элементами неоренессанса и барокко. Над нынешним карнизом возвышалась крутая крыша с углом наклона в 60 градусов, увенчананная башенкой с куполом и шпилем. Гимназия была построена по классическому прусскому варианту образовательного учреждения начала XX века: в форме симметричного трёхэтажного учебного блока с большой лестницей посредине. С северной стороны к блоку примыкало трёхэтажное крыло со спецклассами, в его продолжении был гимнастический зал.

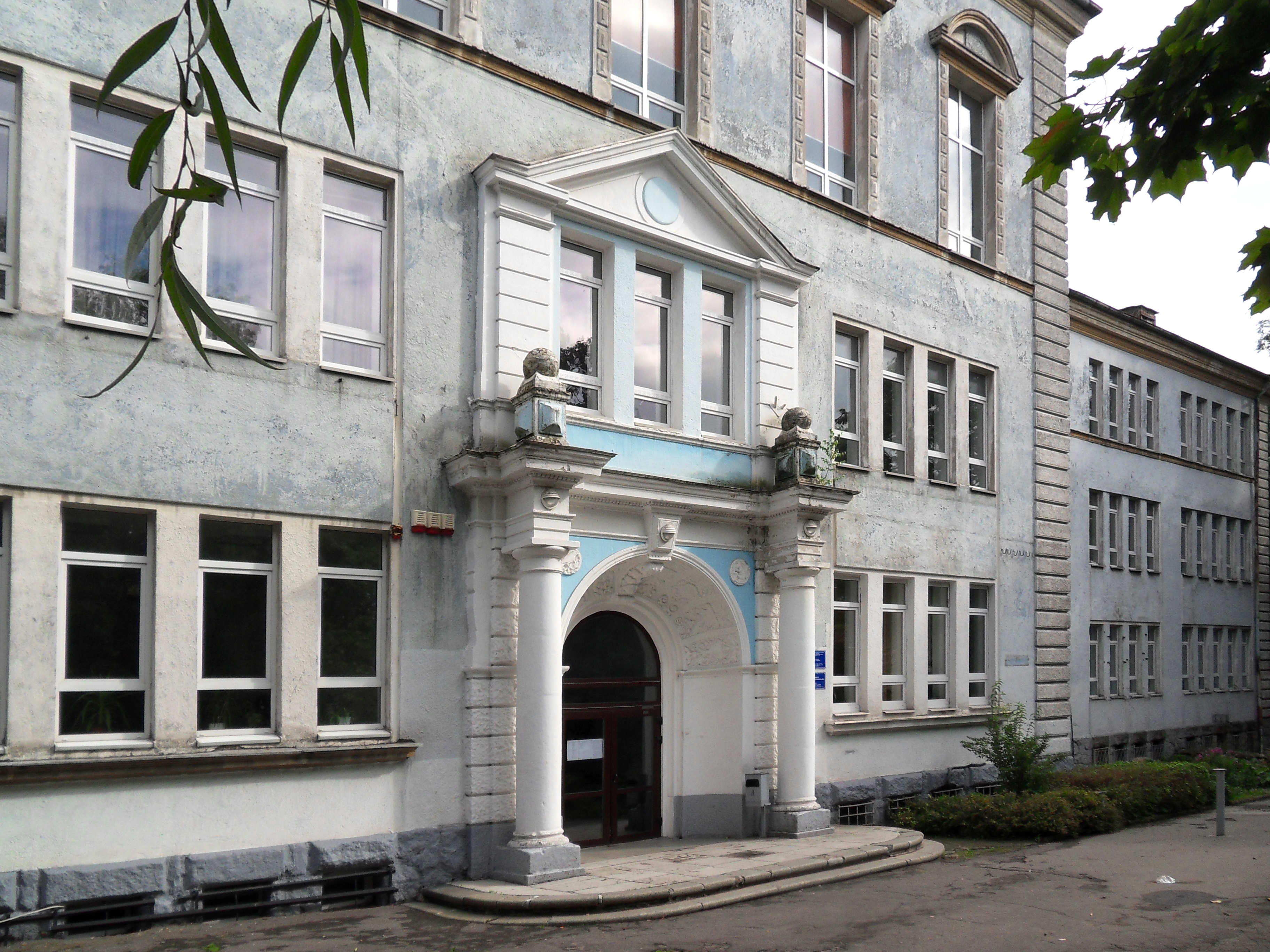
Современный вид здания гимназии

Здание было выполнено из кирпича, потолки из камня и металла (кроме сводов холлов) были изготовлены в Берлине. От главного входа лестница с коваными перилами вела в холлы, где учащиеся проводили время между занятиями. Холлы сужались и переходили в проходы с рядом окон по одной стороне и чередой кабинетных дверей — с другой. Своды коридоров и лестничной клетки составляли единый ансамбль.

На первом этаже размещались комнаты преподаватей, кабинет директора и технические помещения. На чердачном этаже находились чертежный зал и учительская библиотека с читальным залом. Широкие окна здания, до 6 м, имели деление поперечинами на мелкие квадраты и располагались высоко, чтобы под ними можно было разместить отопительные батареи. Раскосы окон были сделаны из железобетона, что являлось редкостью для того времени. Стены актового зала в нижней части были обшиты деревянными панелями из протравленной сосны, в верхней части —  выкрашены. Окна обрамлялись свинцовой оплеткой и были украшены видами старого Кёнигсберга  — Королевского замка и дома Канта. В актовом зале стоял орган.

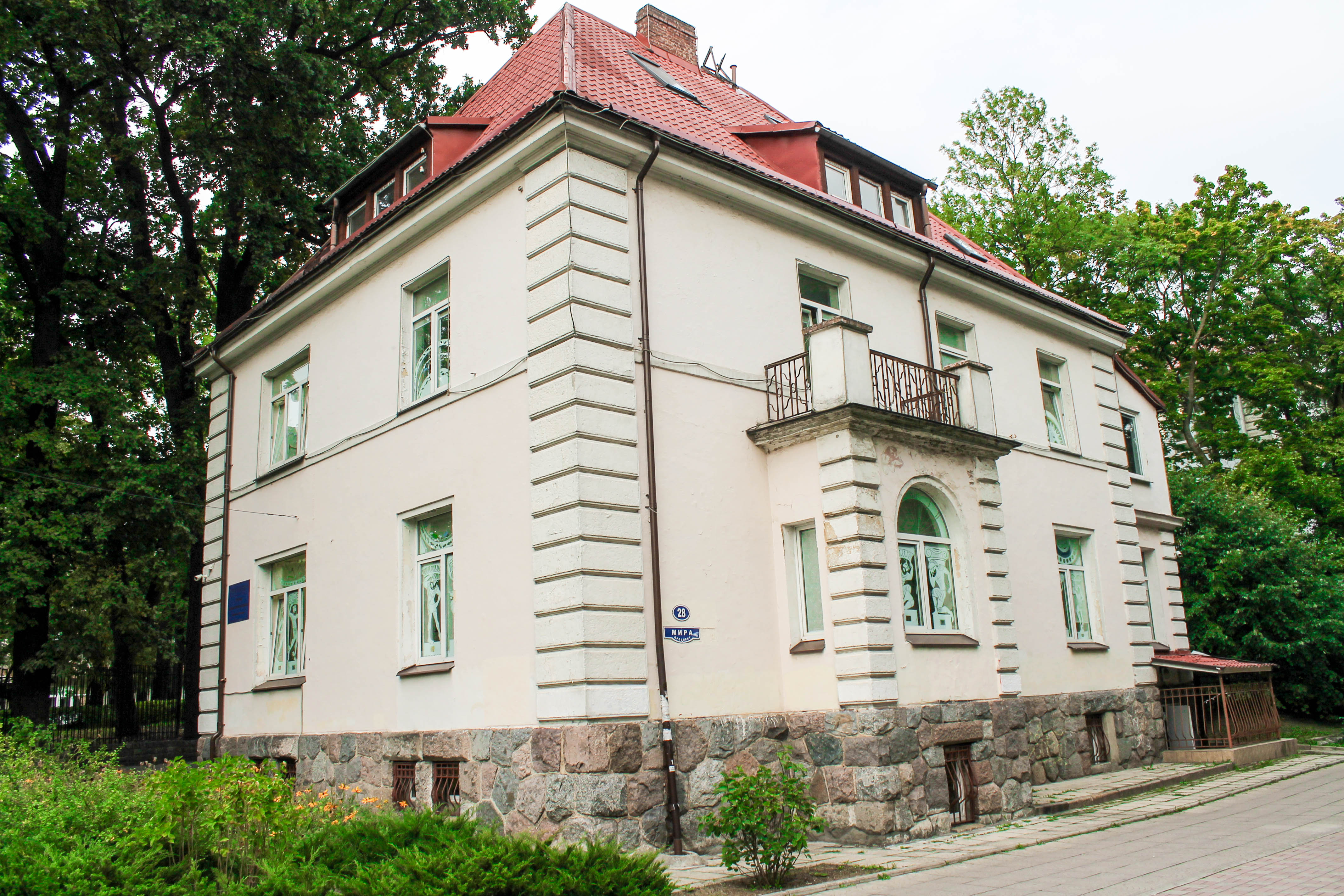
Дом директора гимназии

Дом директора был похож на богатые виллы того времени. Здание имело два этажа, на первом располагалась прихожая,  кухня, буфет, столовая, жилая и господская комнаты, на втором этаже — три спальни, комната для гостей и ванная. В 1995 году крышу перекрыли красными связанными пластинами из искусственного материала и металла, отделанных в форме черепицы.

## Известные учителя и выпускники
- Зандерлинг, Курт (1912-2011) — немецкий и советский дирижёр еврейского происхождения. Учился в гимназии.
- Хилльгрубер, Андреас (1929-1989) — немецкий историк. Специалист по военной, политической и дипломатической истории Германии 1871—1945 годов. Учился в гимназии.
- Штумпп, Эмиль (1886-1941) — немецкий педагог, художник и один из самых знаменитых представителей газетных художников-карикатуристов Веймарской республики. Работал преподавателем по искусству и спорту в гимназии.
- Вихерт, Эрнст (1887-1950) — немецкий писатель, противник режима национал-социализма. Преподавал в гимназии. В 1995 году рядом со зданием гимназии был установлен памятный камень, посвященный писателю, с надписями на английском и немецком языках[6][5]. В 2005 году к 120-летию со дня рождения Вихерта в здании был открыт его мемориальный кабинет.

## Современный статус
По состоянию на 2017 год здание гимназии принадлежит Балтийскому федеральному университету имени Канта. В доме директора размещается детская художественная школа.  С 2007 года оба здания являются объектами культурного наследия Российской Федерации регионального значения.